# Alex Pritchard
Alex Pritchard (Orsett, Inglaterra, 3 de mayo de 1993) es un futbolista inglés que juega en la posición de centrocampista y su equipo es el Sivasspor de Turquía. Con la selección de Inglaterra disputó la Eurocopa Sub-21 de 2015.

## Clubes
| Club                                | País       | Año       |
| ----------------------------------- | ---------- | --------- |
| Tottenham Hotspur F. C.             | Inglaterra | 2011-2016 |
| Peterborough United F. C. (cedido)  | Inglaterra | 2013      |
| Swindon Town F. C. (cedido)         | Inglaterra | 2013-2014 |
| Brentford F. C. (cedido)            | Inglaterra | 2014-2015 |
| West Bromwich Albion F. C. (cedido) | Inglaterra | 2016      |
| Norwich City F. C.                  | Inglaterra | 2016-2018 |
| Huddersfield Town A. F. C.          | Inglaterra | 2018-2021 |
| Sunderland A. F. C.                 | Inglaterra | 2021-2024 |
| Birmingham City F. C.               | Inglaterra | 2024      |
| Sivasspor                           | Turquía    | 2024-     |